# Geert Westers
Geert Westers (Nieuwe Pekela, 17 november 1898 – aldaar, 11 augustus 1962) was een Nederlandse fabrikant en verzetsstrijder.

## Biografie
Westers was een zoon van de reiziger Abraham Westers en Geerdina Jantina Zeeven. Hij was gehuwd met Margaretha Oppentocht (1899-1986), dochter van de koopman Pieter Oppentocht en Elizabeth van der Scheer uit Oude Pekela. Hij was Doopsgezind. Zij waren de ouders van Bram Westers (1928-2018).
Westers was fabrikant en mededirecteur van de N.V. Tricotagefabriek A. Westers en Zn. in Nieuwe Pekela. Hij was mede-oprichter van de N.V. BOKA, fabriek van tricotbovenkleding, eveneens aldaar. Verder gaf hij mede de stoot tot oprichting van de Vereniging van Tricot- en Kousenfabrikanten.
In de Tweede Wereldoorlog was hij betrokken bij de hulp aan onderduikers in zijn woonplaats. Westers was lid van de Landelijke Organisatie voor Hulp aan Onderduikers en het Nationaal Steunfonds. Hij werd op 29 mei 1941 gearresteerd en heeft vervolgens vijf weken gevangengezeten in het Huis van Bewaring in Groningen.
Na de bevrijding in 1945 heeft Westers deel uitgemaakt van het vijfmanschap dat het voorlopig bestuur van zijn woonplaats op zich heeft genomen.
Westers is begraven op het kerkhof bij de Nederlands Hervormde kerk in Nieuwe Pekela.